# Verden (Aller)
 For alternative betydninger, se Verden (flertydig). (Se også artikler, som begynder med Verden)
Verden (udtales: Ferden) er en by (tidligere Fri rigsstad) og et landskab (tidligere fyrstendømme) nær Bremen i det nordvestlige Tyskland. Byen er administrationsby i Landkreis Verden, og ligger ved floden Aller. Den kaldes undertiden Verden an der Aller eller Verden (Aller) for at undgå forveksling med Verdun ("Verden an der Maas").
Området var i 1600-tallet en del af fyrstbispedømmet Bremen-Verden. En tid blev området regeret af den senere Frederik 3. af Danmark. Senere blev området omtvistet mellem Det Danske Monarki, Sverige og Kurfyrstendømmet Hannover. Indgår nu i delstaten Niedersachsen.

## Geografi
Verden ligger ve floden Aller kort før dens udmunding i Weser, som også danner vestgrænsen for kommunen. I den norlige del af bykommunens område ligger Achim-Verdener Geest. Byen ligger omkring 35 km fra Bremen og 90 km fra Hannover. Byens gamle bydel ligger på østsiden af Aller, over for bydelen Hönisch.

### Inddeling
I kommunen ligger ud over selve byen Verden syv landsbyer med tilhørende bebyggelser:
- Borstel
- Dauelsen herunder Halsmühlen og Eissel
- Döhlbergen-Hutbergen herunder Groß-Hutbergen, Klein-Hutbergen og Rieda
- Eitze
- Hönisch
- Scharnhorst
- Walle